# Sertularella quadrata
Sertularella quadrata is een hydroïdpoliep uit de familie Sertulariidae. De poliep komt uit het geslacht Sertularella. Sertularella quadrata werd in 1895 voor het eerst wetenschappelijk beschreven door Nutting. 